# Op afbetaling
Pour plus de détails, voir Fiche technique et Distribution.
Op afbetaling est un film néerlandais réalisé par Frans Weisz, sorti en 1992.

## Synopsis
Hendrik Grond découvre que sa femme le trompe avec son collègue Piet Grewestein et décide de se venger.

## Fiche technique
- Titre : Op afbetaling
- Réalisation : Frans Weisz
- Scénario : Jan Blokker d'après le roman de Simon Vestdijk
- Musique : Theo Nijland
- Photographie : Goert Giltay
- Montage : Ton Ruys
- Production : René Seegers
- Pays :  Pays-Bas
- Genre : Drame
- Durée : 120 minutes
- Dates de sortie : 
  -  Pays-Bas : 10 mai 1992

## Distribution
- Gijs Scholten van Aschat : Henk Grond
- Renée Soutendijk : Olga Grond
- Coen Flink : Grewestein
- Annet Malherbe : Mien
- Willem Nijholt : Krynie Woudema
- Marieke Heebink : Alie
- Damien Hope : Charly

## Distinctions
Le film a été présenté en sélection officielle en compétition lors de Berlinale 1993.